# کلبرت (جورجیا)
کلبرت، جورجیا (به انگلیسی: Colbert, Georgia) یک شهر در ایالات متحده آمریکا با جمعیت ۵۹۲ نفر است که در جورجیا واقع شده‌است.

## موقعیت جغرافیایی
موقعیت جغرافیایی شهرها و مناطق اطراف به شرح زیر است: